# 藤原朝子
藤原 朝子（ふじわら の ちょうし/あさこ/ともこ、生年不詳 - 永万2年1月10日（1166年2月12日））は、平安時代後期の女性。藤原兼永の娘。紀伊局（きいのつぼね）の名で知られる。
初め、鳥羽天皇の妃・待賢門院に仕え、父が紀伊守であったことから紀伊局と呼ばれるようになった。後に同じく待賢門院に仕えていた藤原通憲（信西）と結婚した。その後、待賢門院の子である雅仁親王（後白河天皇）の乳母を務めた。通憲との間には藤原成範、藤原脩範をもうけている。
雅仁親王が後白河天皇として即位すると重んじられて、保元2年（1157年）には典侍に任命され、2年後には従二位に叙せられたため、「紀伊二位」とも呼ばれた。

## 関連作品
テレビドラマ
- 『新・平家物語』（1972年、NHK大河ドラマ、演：大塚道子）
- 『平清盛』（2012年、NHK大河ドラマ、演：浅香唯）